# Klein Kienitz

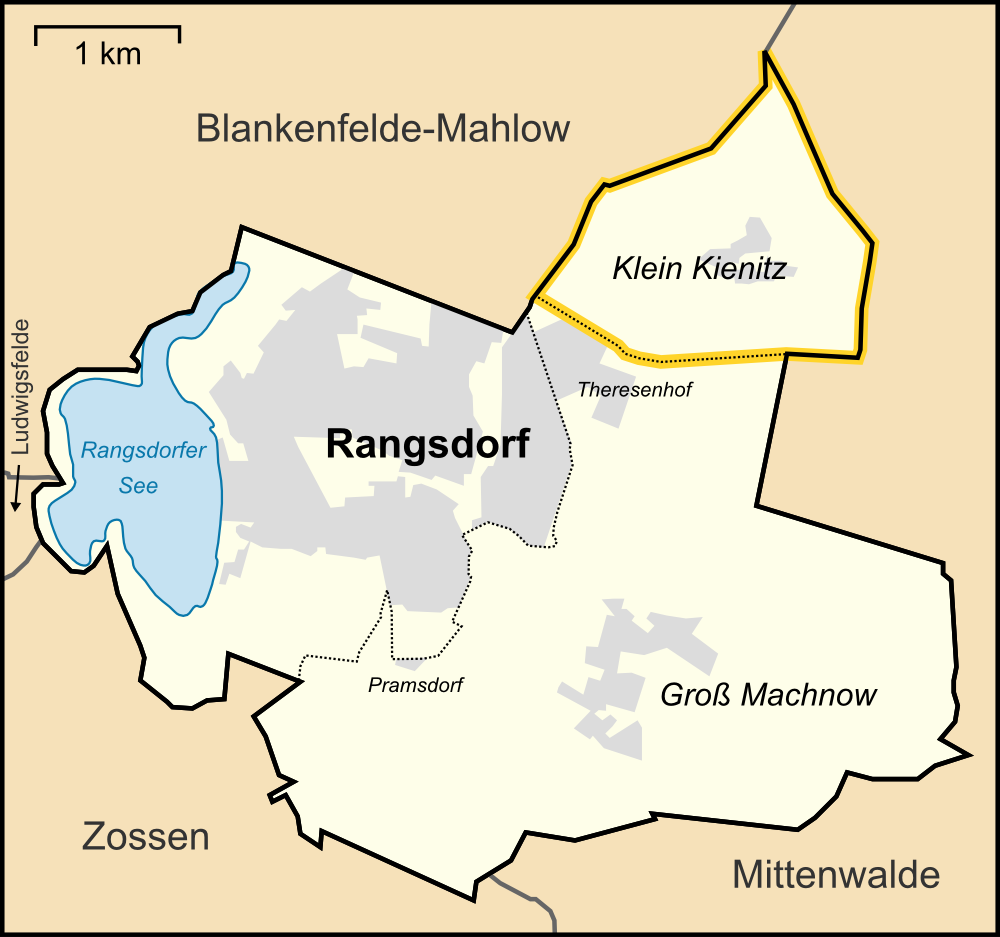
Lage von Klein Kienitz innerhalb der Gemarkung Rangsdorf

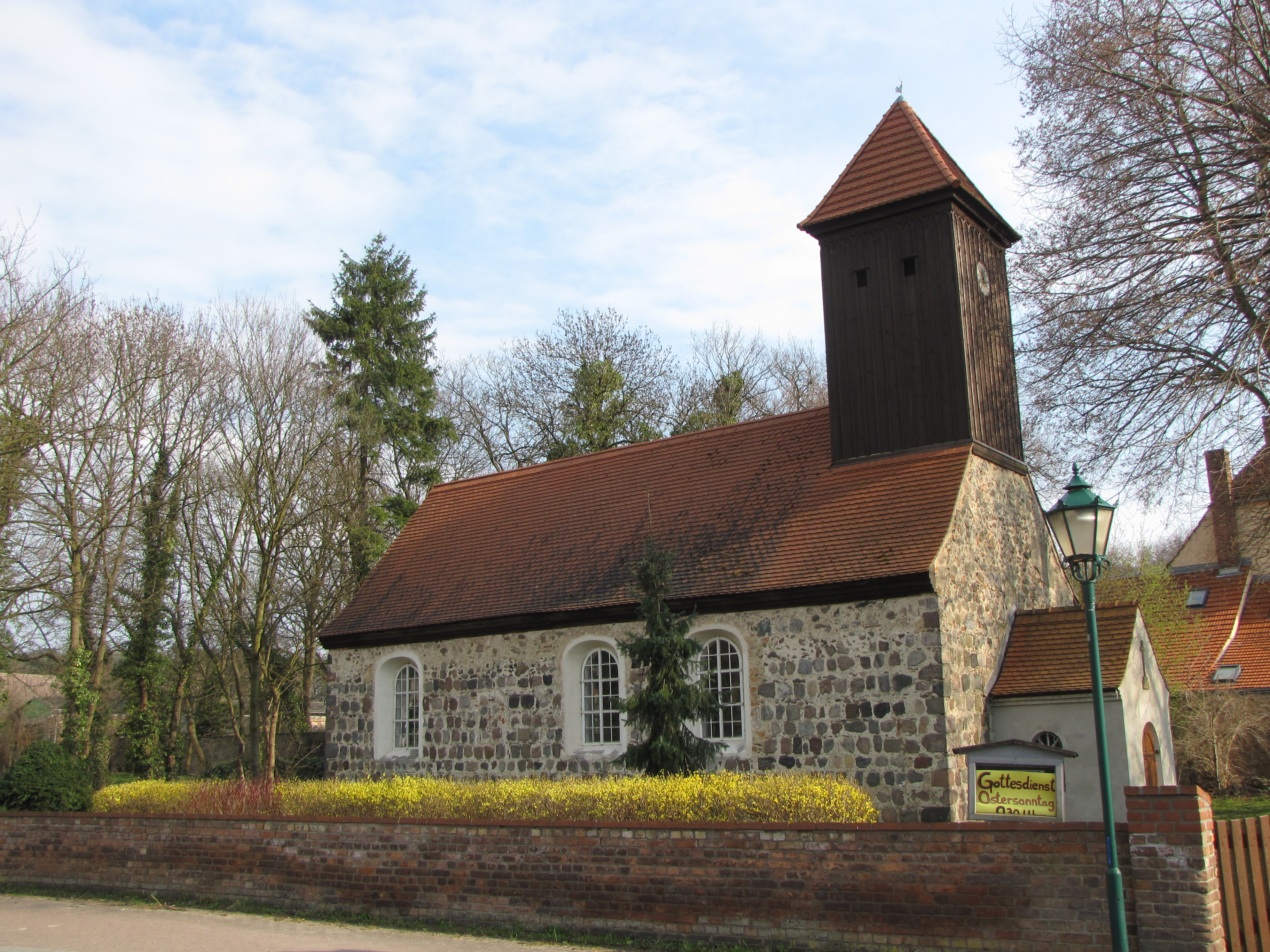
Dorfkirche Klein Kienitz

Klein Kienitz ist ein Ortsteil der amtsfreien Gemeinde Rangsdorf im Landkreis Teltow-Fläming (Brandenburg). Klein Kienitz war ursprünglich ein eigenständiges Dorf und verlor seine Selbständigkeit erst 1974 mit der Eingemeindung nach Rangsdorf.

## Geographische Lage
Klein Kienitz liegt etwa fünf Kilometer nordöstlich des Zentrums von Rangsdorf (Kirche) und ungefähr einen Kilometer südlich des Berliner Rings. Der Ort ist über die Kienitzer Straße, Klein Kienitzer Straße und Kienitzer Dorfstraße direkt von Rangsdorf aus zu erreichen. Nordöstlich des Ortskerns führt die L40 vorbei. Die Gemarkung umfasst 447 Hektar.

## Geschichte

### Frühgeschichte
Die Gemarkung von Klein Kienitz wurde seit der Steinzeit und dem Ende der letzten Eiszeit vom Menschen aufgesucht. Dies belegen steinzeitliche Rast- und Werkplätze auf der Gemarkung.
1993 wurde auf der Gemarkung Klein Kienitz ein Siedlungsplatz aus der vorrömischen Eisenzeit (700–100 v. Chr.) entdeckt. In der Nähe von Klein Kienitz liegt auch ein spätvölkerwanderungszeitlicher Siedlungsplatz aus dem 5. Jahrhundert (bis Anfang 6. Jahrhundert).
1995/1996 wurden bei Ausgrabungen auf dem oben genannten vorrömischen eisenzeitlichen Siedlungsplatz auch zwei Siedlungsgruben aus der spätslawischen Zeit entdeckt. Die verkohlten Holzreste datieren in die Mitte des 12. Jahrhunderts.

### Mittelalter
Klein Kienitz wird 1375 im Landbuch Karls IV. erstmals urkundlich erwähnt. Der Zusatz Klein zum Namen Kienitz (parva Kinitz und Kynitz parva) erscheint bereits in dieser Urkunde; zur Unterscheidung vom nur drei Kilometer entfernten Groß Kienitz, das als Ortsteil zur Gemeinde Blankenfelde-Mahlow gehört. Der Name Kienitz wird vom polabischen Kyj' n-c oder Kyjan-c (urslaw. Wurzel kyj = Hammer, Keule) abgeleitet. Eine weitere Deutung leitet den Namen von Chynici (= Leute eines Chyn) ab; also von einem slawischen Personennamen Chyn. Gegen letztere Deutung wird allerdings eingewendet, dass das slaw. anlautende ch- in der Regel durch das mittelniederdeutsche g- eingedeutscht wurde.
Das Dorf ist aufgrund des Namens und der Besiedlungsgeographie des Teltow sicher älter als seine erste urkundliche Nennung. Nach dem Dorftyp handelt es sich um ein durch Gutsbildung deformiertes Sackgassendorf.
Bei seiner ersten urkundlichen Nennung 1375 zählte das Dorf 30 Hufen, davon hatte der Pfarrer zwei, von Abgaben befreite Hufen (Pfarrhufen). Die jährlichen Abgaben für 18 Hufen betrugen je zwei Schillinge (solidi) Zins, acht Scheffel Roggen, acht Scheffel Hafer und vier Scheffel Gerste für die Pacht (pactum) sowie 20 Pfennige (denarii) an Bede. Zehn Hufen entrichteten denselben Zins, jedoch nur acht Scheffel Roggen und acht Scheffel Hafer an Pacht. Zehn Hufen mussten auch keine Bede bezahlen; es ist jedoch unklar, ob es dieselben zehn Hufen waren, die die reduzierte Pacht bezahlten. Es waren sieben Kossäten im Dorf ansässig. Jeder Kossät bezahlte an Abgaben sieben Pfennige und ein Huhn. Der Krug im Ort hatte acht Schillinge an Zins zu zahlen. Klein Kienitz gehörte ursprünglich zum Burgbezirk Mittenwalde. Allerdings waren inzwischen die Bede, die ursprünglich an die Burg Mittenwalde geliefert werden musste, in andere Hände gekommen. Auch die grundherrschaftlichen Abgaben (Zins und Pacht) gingen nicht (mehr) an den Markgrafen (dominus marchio nichil ibi), sondern an verschiedene Bürger und Adlige aus der Umgebung. Berchter und Wilhelm von Liepe (de Lype) bezogen Pacht und Zins von 18 Hufen, Claus Sunde zusammen mit einem Bartholomäus von Mittenwalde erhielten die Abgaben von zwei Hufen. Ein gewisser Selstrank (Seelstrang) erhielt die Bede von 20 Hufen, außerdem ein halbes Wispel Roggen, diese Abgabe war ein Lehen der Burg Mittenwalde. Das Recht auf folgende Abgaben: vier Scheffel Roggen, vier Scheffel Gerste und vier Scheffel Hafer hatte er von einem gewissen Ritter Falk(o), Advocatus in Mittenwalde gekauft. Henning Honow und Henning Rutcher waren die Nutznießer der Pacht von vier Hufen, Tyle Glaze der Bezieher eines Teils der Pacht von zwei Hufen, nämlich 15 Scheffel Hafer und acht Scheffel Gerste. Letzter nahm auch den Zins von vier Schillingen ein. Ein gewisser Dyreken hatte Pacht und Zins von zwei Hufen. Das Hochgericht und Niedergericht übten Berchter und Wilhelm von Liepe. Ihnen standen auch die Wagendienste zu, die die Bauern für den Grundherrn zu leisten hatten.
1450 erscheint auch die Schreibweise Lutken Parva. Das Dorf gehörte den von Liepe mindestens bis 1558. Allerdings waren Teile (Hälfte?) inzwischen an die Familie von Thümen gekommen. 1450 lagen zwei Hufen wüst, 1480 waren sogar drei Hufen wüst. Eine Mühle war vor 1450 eingegangen. 25 Hufen waren zinspflichtig.
Auch die Familie von Milow hatte bereits vor 1484 Besitz im Dorf erworben. 1548 gehörte dazu ein Hof mit sechs von Abgaben befreiten Hufen, die Abgaben eines Hofes sowie die Abgaben eines Kossäten. An diesem Besitzanteil war auch die Familie von Schlaberndorf zu Beuthen beteiligt. Dieser Teil ging nach 1548 an die von Thümen.

### Neuzeit
Im Jahr 1541 hielt der Pfarrer nach vor wie zwei Pfarrhufen sowie zwei Ruggen Land. Allerdings hatte die Familie von Liepe zwei Hufen erblich verkauft und so solle der Pfarrer „mit Zinsen zufrieden sein“. Die ihm zustehenden Einnahmen von einem Scheffel Scheffelkorn und von der Windmühle hatten die von Liepe offenbar auch für sich behalten. Von 1558 bis 1581 sind die Mittelstraß zu Berlin Besitzer des Dorfes, das sie von der Familie von Liepe und von Thümen erkauft hatten. Sie übten das Höhere und Niedere Gericht aus, waren Patronatsherren der Kirche und ihnen standen die Dienste der Bauern zu. Sie bezogen außerdem die Abgaben von sechs Höfen inklusive der Abgaben des Dorfkruges, des Müllers, der Kossäten und des Hirten. Sie hatten zudem einen Adelssitz mit vier, abgabenfreien Hufen. Im Jahre 1581 kaufte Dr. Johann Köppen den Besitz der Mittelstaß.
Ein weiterer Besitzanteil war von den von Thümen und Milow bis 1537 in den Besitz der Familie von Bettin (auch von Boytin) gekommen. 1567 waren dies sieben von Abgaben befreite Hufen und freie Hütung auf der großen Wiese bei Diedersdorf. 1648 bis 1683 war dieser Teil im Besitz der von Schlabrendorf auf Löwenbruch und ging dann in den Besitz der von der Gröben auf Löwenbruch über, in deren Besitz er bis zu Anfang des 19. Jahrhunderts blieb.
Zwei weitere kleine Besitzanteile, die sich auf den Bezug von Hufenabgaben beschränkten, waren 1515 bis nach 1709 im Besitz einer Familie Funke. Der Besitzanteil des obigen Dyreke von 1375 findet sich bis 1620 im Besitz der Familie Dierecke zu Paretz.
1624 werden genannt: acht Hüfner, drei Kossäten mit dem Müller, ein Hirte mit einem Hirtenknecht und ein Laufschmied. Es gab vier Herrschaftshufen und weitere sieben Hufen, die den v. Köppen gehörten und von Abgaben befreit waren. Zwei Hufen lagen wüst. Der Dreißigjährige Krieg scheint auch Klein Kienitz schwer getroffen zu haben, den 1652 waren nur vier Bauern und fünf Kossäten im Dorf wohnhaft. 1711 leben in Klein Kienitz fünf Hüfner, drei Kossäten, ein Müller, ein Hirte, ein Schäfer und ein Knecht. 17 Hufen waren noch abgabenpflichtig. 1731 wird der Müller Johann Riewend zu Klein Kienitz erwähnt. 1771 werden sechs Giebel (= Häuser) genannt, die von drei Bauern und drei Kossäten bewohnt wurden. Es gab außerdem eine Windmühle, den Krug, einen Hirten, einen Schäfer und einen Knecht sowie das Rittergut.
1801 gab es in Klein Kienitz 13 Ritterhufen und 17 Bauernhufen. Die Bauernhufen wurden von sechs Bauern bewirtschaftet. Es gab eine Windmühle und einen Krug; insgesamt zählte der Ort 14 Feuerstellen (= Haushaltungen). 1719 starb Max August von Köppen ein Nachkomme des obigen Dr. Johann Köppen. Dessen Witwe, eine von Bredow heiratete einen Oberstleutnant von dem Knesebeck. 1752 heiratete Friedrich Bogislav von Tauentzien Charlotte, die Tochter des v.d. Knesebeck und damit kamen Dorf und Rittergut in den Besitz der v. Tauentzien. Das heutige Gutshaus wurde von ihnen nach 1752 erbaut. 1817 gehörte Klein Kienitz dem preußischen Generalleutnant Bogislav Friedrich Emanuel von Tauentzien. 1821 wurde Dorf und Gut an den Amtmann Johann Friedrich Julius Dierecke verkauft.
Um 1850 kaufte Gustav Steffeck Dorf und Gut. Später ist noch eine Familie Eyssenhardt als Besitzer überliefert. 1883 erfolgte der Anschluss an die „Berlin-Zossener Chaussee“ (heutige B 96); die Stichstraße ist die heutige K7237 (bzw. Klein Kienitzer Straße). 1899/1900 bekam Klein Kienitz Anschluss an die Eisenbahnlinie Rixdorf-Mittenwalde über den Bahnhof Brusendorf, ca. 1 km östlich des Dorfkerns.
1905 traten die Wredeschen Erben in den Besitz von Dorf und Gut Klein Kienitz. 1928 wurde der Gutsbezirk Klein Kienitz mit der Gemeinde vereinigt.
| Jahr | Einwohner                      |
| ---- | ------------------------------ |
| 1375 | 120–150 (30 Hufen, 7 Kossäten) |
| 1652 | 40–60 (4 Hufen, 5 Kossäten)    |
| 1800 | 85                             |
| 1933 | 176                            |
| 1939 | 181                            |
| 2008 | 158                            |

Carl Wrede war der letzte Besitzer des Gutes bis zum Ende des Zweiten Weltkrieges. 1945 wurden im Zuge der Bodenreform 362 ha Gutsland enteignet und 333 ha an Neubauern übergeben. Am 21. August 1952 wurde die LPG Klein Kienitz (LPG Typ I) mit zunächst neun Mitgliedern gegründet. 1954 wurde sie in eine LPG Typ III umgewandelt; diese hatte bereits 39 Mitglieder und bewirtschaftete 230 ha. 1961 hatte die LPG Klein Kienitz bereits 56 Mitglieder und bewirtschaftete 355 ha landwirtschaftliche Nutzfläche. 1973 entstand die Kooperative Schweinefleischproduktion zusammen mit den LPG's in Rangsdorfs und Groß Machnow. Am 1. April 1974 verlor Klein Kienitz seine Selbständigkeit und wurde nach Rangsdorf eingemeindet.
Nach der Wende 1990 erwarb Dipl.-Ing. Christoph Wrede, ein Nachfahre des letzten Gutsbesitzers Carl Wrede das Gutshaus Klein Kienitz und ehemalige Gutsländereien durch Rückkauf.
Die Entwicklung der Einwohnerzahl kann der Tabelle entnommen werden.

## Kultur und Sehenswürdigkeiten

### Baudenkmale
Die mittelalterliche Dorfkirche Klein Kienitz aus der Zeit um 1300 ist ein eingetragenes Baudenkmal. Es handelt sich um ein rechteckiges Kirchengebäude mit einem barockzeitlich aufgesetzten westlichen Dachturm. Auf der Südseite hat sich, wenn auch zugesetzt, ein gestuftes Spitzbogenportal erhalten. Auch das Westportal in der Vorhalle dürfte noch zum ursprünglichen Bestand gehören. Die Fenster sind alle verändert, jedoch sind z. T. noch Spuren der älteren, zugesetzten Fenster zu erkennen. Das Innere wird geprägt von einem Umbau von 1739. Aus dieser Zeit stammen der Altar, die Kanzel und das Gestühl beiderseits des Altars. Das Gemeindegestühl stammt dagegen aus dem 19. Jahrhundert. Bemerkenswert sind zwei Sandsteinepitaphe von 1712 und 1715 sowie ein Kindergrabstein von 1603, die in der Kirche aufgestellt sind.

### Bodendenkmale
Die Denkmalliste des Landes Brandenburg, Landkreis Teltow-Fläming vom 30. Dezember 2009 verzeichnet 14 Bodendenkmale, ein Rast- und Werkplatz der Steinzeit, eine neolithische Siedlung, mehrere Siedlungen und ein Gräberfeld der Bronzezeit, eine eisenzeitliche Siedlung, mehrere Siedlungen aus der römischen Kaiserzeit, mehrere slawische Siedlungen und den Dorfkern aus dem deutschen Mittelalter.

### Naturdenkmale
Die Denkmalliste des Landkreises Teltow-Fläming verzeichnet zwei Naturdenkmale, zwei Eiben im Gutspark sowie eine landschaftliche Hohlform, das sog. „Hohle Feld“, ca. 1,1 km nördlich der Dorfkirche.

### Gutshaus

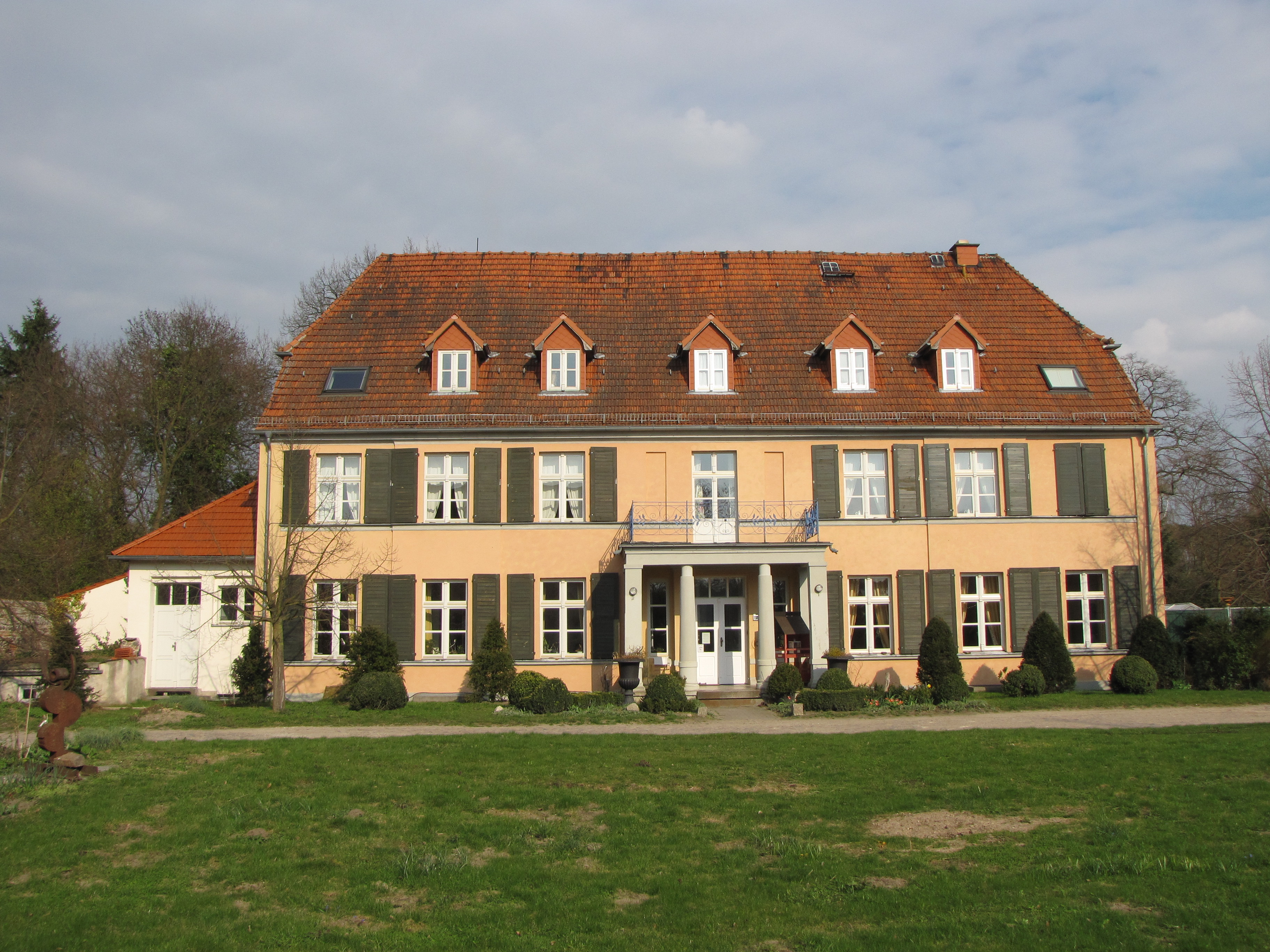
Gutshaus Klein Kienitz

Das Gutshaus entstand um 1800 auf Initiative von Bogislav Friedrich Emanuel von Tauentzien. Das Gebäude war zunächst möglicherweise nur eingeschossig und wurde zu einem späteren Zeitpunkt aufgestockt und um einen Turm ergänzt. Im Jahr 1902 war ein zweigeschossiger Bau mit abgewalmten Satteldach entstanden. Nach dem Zweiten Weltkrieg wurde das Gutshaus von der Gemeinde übernommen, die es als Wohnhaus an mehrere Familien vermietete. Der Turm wurde nach 1945 abgerissen. Die Familie Wrede übernahm in der Mitte des 1990er-Jahre das Gutshaus, sanierte es und ließ das Dachgeschoss ausbauen. Es steht nicht unter Denkmalschutz.